# Maurice Agulhon
Pour les articles homonymes, voir Agulhon.
Maurice Agulhon, né le 20 décembre 1926 à Uzès (Gard) et mort le 28 mai 2014 à Brignoles (Var), est un historien français, spécialiste de l'histoire contemporaine de la France des XIXe et XXe siècles et professeur au Collège de France de 1986 à 1997. Bien que ses premiers travaux portent sur la Révolution de 1848 en Provence, Maurice Agulhon devient au fil du temps l'un des plus grands spécialistes des institutions de la République française et de la symbolique du pouvoir républicain. Il fut aussi un citoyen politiquement engagé à gauche, notamment dans un premier temps auprès du Parti communiste français.

## Biographie

### Enfance
Né de parents exerçant tous deux la profession d'instituteur dans le petit village de Pujaut, le jeune Maurice Agulhon passe ses dix premières années dans la campagne gardoise. Ses parents, de confession protestante, son père de naissance et sa mère par conversion (elle est issue d'une famille catholique mais radicale), sont également partisans de la laïcité républicaine et orientés politiquement à gauche. Ils jouent donc à la fois leur rôle de parents, mais servent aussi de maîtres d'école à leur fils. Le jeune Maurice est un enfant studieux. Ses parents, surtout son père, attachent une grande importance à son éducation. L'enfant, timide de nature, est peu enclin à participer aux jeux des autres enfants et vit quasiment replié sur sa famille qui le pousse vers les études. Son père y voit un moyen d'ascension sociale, car celui-ci refuse que son fils devienne un simple instituteur comme lui. Précurseurs pour l'époque, ses parents sont très attachés à l'égalité entre homme et femme, c'est pourquoi ils s'efforcent d'élever Maurice et sa jeune sœur de façon identique, sans favoriser l'éducation de leur garçon, comme cela se faisait à l'époque, surtout dans le milieu rural.

### Études secondaires
Adolescent, le jeune homme quitte Uzès pour le lycée Frédéric-Mistral d'Avignon. Il y reste jusqu'au baccalauréat. Ensuite Maurice Agulhon poursuit ses études, en classes préparatoires, de 1943 à 1946 au lycée du Parc à Lyon, où il rencontre Joseph Hours, professeur d'histoire du courant des Annales. Ce professeur l'a profondément influencé dans sa jeunesse. En 1946, ayant réussi le concours d'entrée, le jeune diplômé monte à la capitale poursuivre ses études supérieures à l'École normale supérieure de Paris. Au sein de cet établissement d'élite, le futur historien a effectué — comme il le confesse — son éducation sociale grâce à la fréquentation de ses camarades issus pour la plupart de la bourgeoisie parisienne. Comme bien d'autres de ses condisciples, Agulhon décide de s'engager dans le mouvement communiste.

### Études supérieures
À côté de son engagement politique, Maurice Agulhon poursuit de brillantes études et obtient le premier rang au concours pour sa thèse sur « Les origines de la tradition républicaine ». Cette première thèse, dirigée par le professeur Labrousse, lui permet d'être nommé dans un premier temps à Toulon, puis à Marseille, où il prépare sa seconde thèse, portant quant à elle sur les antécédents et les causes de l'insurrection de décembre 1851 dans le Var. Puis, de 1954 à 1957, il effectue une carrière d'attaché de recherche au CNRS. Ayant achevé sa thèse en 1967, il ne peut la soutenir devant Labrousse et Braudel qu'en 1969.
Agulhon a encore à son palmarès une thèse intermédiaire, faite en 1966, intitulée La Sociabilité méridionale dans l'édition d'Aix-en-Provence et rebaptisée Pénitents et francs-maçons pour la réédition parisienne. En 1969, après avoir soutenu sa thèse finale avec succès, le jeune historien doit se résoudre à diviser sa thèse en trois parties (tome 1, La République au village ; tome 2, La vie sociale en Provence intérieure ; tome 3, Toulon, une ville ouvrière au temps du socialisme utopique), car elle est volumineuse au point qu'aucun éditeur ne veut la publier intégralement.

### Engagement politique
Les années 1960 sont la grande époque du marxisme, qui domine le milieu intellectuel français, à Paris notamment. Maurice Agulhon, tout comme une foule d'intellectuels français de l'époque, a manifesté une sympathie pour le projet communiste comme bon nombre des étudiants et professeurs de son époque. Le jeune historien y voit deux raisons. En premier lieu, il cite l'époque, sa famille orientée à gauche, puis en deuxième lieu, il impute son entrée dans le parti à la propagande du PCF qui mettait surtout l'accent sur le rôle des communistes dans la Résistance pendant la guerre.
Son adhésion s'effectue par l'intermédiaire d'une cellule du parti à l'ENS de la rue d'Ulm. L'historien confesse y avoir trouvé une famille de substitution, compensant ainsi l'éloignement géographique de la sienne.
Il prend part à la contestation étudiante en mai 1968. Durant ce mouvement étudiant protestataire, Maurice Agulhon s'engage comme membre actif à la FFN.

### Carrière universitaire
Reçu à l'agrégation en 1950, il effectue son année de service militaire. Il enseigne très brièvement au lycée de Toulon, puis est muté dès décembre 1951 au lycée Thiers de Marseille. Il obtient un détachement au CNRS en 1954. À partir de 1957, il enseigne à la Faculté des lettres d'Aix (puis Aix-Marseille Université), avec le titre de professeur à partir de 1969.
Après la soutenance de sa thèse (dont les trois volumes sont publiés avec l'aide de François Furet, Albert Soboul et Philippe Ariès), l'historien décide de quitter Aix-en-Provence pour Paris. Il enseigne à l'Université Panthéon-Sorbonne, à la chaire devenue vacante en raison du départ du professeur Louis Girard. Souvent associé à l'École des Annales, le jeune professeur se met à écrire quelques livres sur commande tels que Le cercle dans la France bourgeoise (1977) ou bien La Révolution des XIXe et XXe siècles[réf. nécessaire].
De 1972 et jusqu'à 1986, il est professeur à l'université Panthéon-Sorbonne (Paris I). En 1986, il est élu professeur au Collège de France, poste qu'il garde jusqu'en 1997.
Maurice Agulhon préside la Société d'histoire de la révolution de 1848 et des révolutions du XIXe siècle de 1975 à 1981. Il en est ensuite président d'honneur. De même, il participe activement aux activités de la société d'études jaurésiennes dont il est vice-président de 1976 à 2011 avant d'en être président d'honneur.
Agulhon a légué sa bibliothèque personnelle au service commun de la documentation de l'université d'Avignon.
Il signe la pétition Liberté pour l'histoire lancée en décembre 2005.

#### Carrière professionnelle[12]
- 1946-1950 : Élève de l'École Normale Supérieure (rue d'Ulm) en lettres.
- 1950-1952 : Professeur agrégé au lycée de Toulon dont un an de congé pour service militaire.
- 1952-1954 : Professeur agrégé au lycée Thiers à Marseille.
- 1954-1957 : Détaché au CNRS.
- 1957-1969 : Faculté des lettres d'Aix (tous grades successifs).
- 1969 : Docteur ès lettres (Sorbonne).
- 1969-1972 : Professeur à l'université de Provence (Université d'Aix-Marseille).
- 1972-1986 : Professeur à l'université Panthéon-Sorbonne (Paris I).
- 1986-1997 : Professeur au Collège de France.

## Apport à l'histoire de la République en France
Ses travaux portent sur le concept de sociabilité, religieuse et politique (Pénitents et Francs-Maçons de l'ancienne Provence, 1968 ; La République au Village, 1970). Ses travaux évoluent ensuite vers l'étude de la symbolique républicaine (Marianne au Combat, 1979, Marianne au Pouvoir, 1989, Les Métamorphoses de Marianne, 2001). Ce républicain intransigeant, qui fut longtemps président de la Société d'histoire de la Révolution de 1848, se confronte aussi avec le verbe et la pratique gaulliens dans Coup d'État et République, 1997, et De Gaulle, histoire, symbole, mythe, 2000. Il est aussi l'auteur de synthèses : 1848 ou l'Apprentissage de la République (1848-1852), 1973 ; La République de 1880 à nos jours, 1990, qui obtient le Grand Prix Gobert de l'Académie française.

### La figure de Marianne
Cependant, très vite, l'historien se recentre sur les symboles républicains, concentrant ses premiers travaux sur les effigies et le mythe de la République en la figure de Marianne. Maurice Agulhon y consacre trois ouvrages successifs : Marianne au combat, 1789-1880 ; Marianne au pouvoir, 1880-1914 et Métamorphoses de Marianne de 1914 à nos jours. À cette trilogie s'ajoute un quatrième ouvrage portant quant à lui des réflexions sur « L'imagerie et la symbolique républicaines ». Le premier tome, Marianne au combat, 1789-1880, explique la naissance de l'égérie de Marianne comme une figure d'opposition face aux anciens emblèmes royaux. Maurice Agulhon y brosse le portrait d'un symbole noir de la République. L'historien explique que le 14 juillet est appelé « l’anniversaire du crime et de l’opprobre que les suppôts de Marianne ont choisi pour fête nationale », la Révolution est décrite comme « hécatombes de victimes innocentes immolées ou plutôt hideusement massacrées en l’honneur de la naissance de cette grotesque Marianne coiffée à la phrygienne ».
Cependant, Maurice Agulhon s'efforce de montrer qu'au fil des siècles, depuis sa création en 1789 jusqu'à nos jours, le symbole de ce buste de femme, coiffé du bonnet phrygien, n'a cessé d'évoluer au fil des régimes politiques successifs et selon l'évolution des mentalités de la société française. Selon Agulhon, Marianne a eu un rôle d’unificateur de la nation par une large diffusion de son symbole : statues dans les grandes villes, places publiques de villages, monnaies et timbres. Concernant le nombre de ses effigies dans certaines régions, l'historien fait remarquer qu'il est évident que c'est dans les régions qui ont une tradition de gauche qu'on observe le plus ce phénomène de buste ou de statue publique. Agulhon explique que la place majeure qu'elle occupe dans la République actuellement est due à l'obligation de sa présence dans chaque mairie, donc depuis 1884 dans chaque commune de France. Cette omniprésence du buste de Marianne place l'égérie républicaine à côté de la devise « Liberté, Égalité, Fraternité » et ainsi le tout devient représentatif de la République française.

### De Gaulle
Fervent défenseur de la république, Maurice Agulhon s'est également intéressé à l'homme qui marque son rétablissement et qui fonda la Cinquième République, le général Charles de Gaulle. L'historien lui consacre deux ouvrages : l'un en 1997, Coup d'État et République, l'autre De Gaulle, histoire, symbole, mythe paru en 2000. Dans Coup d'État et République, Agulhon explique la rupture entre l'ancienne image de la République avec l'avènement au pouvoir de Charles de Gaulle et l'instauration de la Ve République, où le président obtient des pouvoirs régaliens et où l'on assiste à l'instauration d'une « république monarchique ».
Contrairement aux autres historiens, qui se contentent de retracer le parcours politique du général, Agulhon s'intéresse plus particulièrement au mythe qui entoure l'homme du 18 juin 1940 et cherche à comprendre pourquoi, après Jeanne d'Arc et Napoléon Ier, de Gaulle devient un nouvel exemple d'un « personnage historique qui entre en mythologie ». Plus qu'aux actions du personnage, Agulhon s'intéresse à la symbolique qui l'entoure, comme le domaine de la Boisserie, Colombey-les-Deux-Églises, où se trouvent la demeure, la tombe et le mausolée de Charles de Gaulle, mais également aux objets touristiques, aux plaques commémoratives, ainsi qu'aux noms des rues. Agulhon, homme de gauche, va donc essayer de comprendre de Gaulle, homme de droite, non pas en comparant ses idées politiques, mais en s'intéressant aux symboles gaullistes en relation avec la république. À partir des mémoires de Charles de Gaulle, l'historien isole les lieux cités dans les écrits du général, le Panthéon, la place de l'Étoile, la place de la République et cherche grâce à ces derniers, tout comme il l'avait fait dans ses ouvrages précédents avec la figure de Marianne, à comprendre le mythe gaullien. Agulhon cherche dans ce livre à montrer la dualité du personnage, en opposant droite et gauche, la modeste sépulture de Colombey-les-Deux-Églises et la monumentale Croix de Lorraine.

### Retour à gauche
Dans ses dernières années, l'historien spécialiste de la symbolique républicaine a décidé de faire un bond en arrière, en s'intéressant à sa thématique de jeunesse, à savoir la place de la gauche dans l'histoire et la politique française. Dans son ouvrage paru en 2005, Histoire et politique à gauche, « Un coin d'histoire compliqué », Agulhon écrit à la fois l'historiographie de la gauche, mais à cela il ajoute un amas de souvenirs personnels, de sorte que le livre soit une analogie entre l'histoire du Parti communiste français et son propre parcours de militant de gauche, qui au fil des années est passé du communisme à la social-démocratie. Bien qu'engagé à gauche, ce livre de Maurice Agulhon, loin d'être un plaidoyer partisan, s'intéresse de façon critique aux références et à la dialectique de la gauche. Agulhon instaure donc une parfaite symbiose entre conviction d'un homme et détachement de l'historien.
Son dernier livre, paru en 2008, intitulé Les mots de la République, revient dans le domaine de prédilection de l'auteur. Ce livre retrace l'origine, l'évolution et la symbolique des termes républicains des cinq républiques successives.
Peu avant sa mort, Maurice Agulhon avait légué ses archives à l'École normale supérieure et sa bibliothèque personnelle au service commun de la documentation de l'université d'Avignon, dont il était originaire. Mettant ainsi à la disposition du monde universitaire une foule de documents accumulés au cours de ses années de recherches, il souhaite permettre à quiconque est susceptible de s'intéresser à l'œuvre historique d'Agulhon ainsi qu'à ses thèmes de recherche et à ses engagements, de disposer d'une base de travail exceptionnelle et d'un volume considérable, s'élevant à plus de 1 850 ouvrages et plus de 250 thèses et mémoires.

## Principales publications
- Sa thèse, soutenue en 1969 à la Sorbonne, était intitulée Un mouvement populaire au temps de 1848. Histoire des populations du Var dans la première moitié du XIXe siècle. Elle a été fractionnée et publiée en trois volumes séparés :
  - Une ville ouvrière au temps du socialisme utopique. Toulon de 1815 à 1851, Paris-La Haye, Mouton, 1970.
  - La République au village, Paris, Plon, 1970. Réédition avec une préface, Seuil, 1979.
  - La Vie sociale en Provence intérieure au lendemain de la Révolution, Paris, Clavreuil, 1971.
- Pénitents et Francs-Maçons de l'ancienne Provence, Paris, Fayard, 1968.
- CRS à Marseille, "la police au service du peuple" 1944-1947, en collaboration avec Fernand Barrat, Paris, Armand Colin, 1971.
- La France de 1914 à nos jours, en collaboration avec André Nouschi, Paris, Armand Colin, 1971.  (ISBN 2-200-34255-1)
- 1848 ou l'apprentissage de la République (1848-1852), Paris, Éditions du Seuil, coll. « Points. Histoire / Nouvelle histoire de la France contemporaine, no 8 » (no 108), 1973, 249 p. (présentation en ligne). Nouvelle édition révisée et complétée : 1848 ou l'apprentissage de la République (1848-1852) (postface Philippe Boutry), Paris, Éditions du Seuil, coll. « Points. Histoire / Nouvelle histoire de la France contemporaine, no 8 » (no 108), 2002, 328 p. (ISBN 2-02-055873-4).
- Les Quarante-huitards, Paris, Gallimard-Julliard, collection « Archives », 1976.
- Histoire de la Provence, en collaboration avec Noël Coulet (avec des travaux de Raoul Busquet et de Victor-Louis Bourrilly), Paris, Que sais-je ?, 1976, 128 p.
- Le Cercle dans la France bourgeoise, 1810-1848, Paris, Armand Colin, 1977.
- Marianne au combat : l'imagerie et la symbolique républicaines de 1789 à 1880, Paris, Flammarion, coll. « Bibliothèque d'Ethnologie historique », 1979, 251 p. (présentation en ligne).
- Direction de l’Histoire de Toulon, Toulouse, Privat, 1980.
- Histoire vagabonde. Tome 1 : Ethnologie et politique dans la France contemporaine, Paris, Gallimard, 1988.
- Histoire vagabonde. Tome 2 : Idéologies et politique dans la France du XIXe siècle, Paris, Gallimard, 1988.
- Marianne au pouvoir : l'imagerie et la symbolique républicaines de 1880 à 1914, Paris, Flammarion, coll. « Histoires Flammarion », 1989, 447 p. (ISBN 2-08-211191-1, présentation en ligne), [présentation en ligne], [présentation en ligne].
- La République de 1880 à nos jours, Paris, Hachette, collection « Histoire de France », tome 5, 1990.
- Les Maires en France, du Consulat à nos jours, Publications de la Sorbonne, 1995.
- Histoire vagabonde. Tome 3. La politique en France, d’hier à aujourd’hui, Paris, Gallimard, 1996.
- Coup d’État et République, Paris, Presses de Sciences Po, collection « La Bibliothèque du citoyen », 1997.
- De Gaulle. Histoire, symbole, mythe, Paris, Hachette Littératures, 2000.
- Les métamorphoses de Marianne : l'imagerie et la symbolique républicaines de 1914 à nos jours, Paris, Flammarion, 2001, 320 p. (ISBN 2-08-210011-1, présentation en ligne).
- Histoire et politique à gauche, Paris, Perrin, 2005.

### Articles
- « Critique et histoire chez les historiens soviétiques », La Nouvelle Critique - Revue du marxisme militant, novembre 1954.
- Maurice Agulhon, « Esquisse pour une archéologie de la République. L'allégorie civique féminine », Annales. Économies, Sociétés, Civilisations, vol. 28, no 1,‎ 1973, p. 5-34 (DOI 10.3406/ahess.1973.293328, lire en ligne )
- Maurice Agulhon, « Le problème de la culture populaire en France autour de 1848 », Romantisme, vol. 5, no 9,‎ 1975, p. 50-64 (DOI 10.3406/roman.1975.4982)
- Maurice Agulhon, « La Seconde République dans l'opinion et l'historiographie d'aujourd'hui », Annales historiques de la Révolution française, vol. 222, no 1,‎ 1975, p. 499-512 (DOI 10.3406/ahrf.1975.990)
- Maurice Agulhon, « Un usage de la femme au XIXe siècle : l'allégorie de la République », Romantisme, nos 13-14,‎ 1976, p. 143-152 (DOI 10.3406/roman.1976.5059)
- Maurice Agulhon, « Propos sur l'allégorie politique : En réponse à Eric Hobsbawm », Actes de la recherche en sciences sociales, no 28,‎ 1979, p. 27-32 (DOI 10.3406/arss.1979.2638)
- Maurice Agulhon, « Conflits et contradictions dans la France d'aujourd'hui », Annales. Économies, Sociétés, Civilisations, vol. 42, no 3,‎ 1987, p. 595-610 (DOI 10.3406/ahess.1987.283406, lire en ligne )
- Maurice Agulhon, « Ernest Labrousse, historien social (XIXe siècle) », Annales historiques de la Révolution française, vol. 276, no 1,‎ 1989, p. 128-131 (DOI 10.3406/ahrf.1989.1246)
- Maurice Agulhon, « Débats actuels sur la Révolution en France », Annales historiques de la Révolution française, vol. 279, no 1,‎ 1990, p. 1-13 (DOI 10.3406/ahrf.1990.1290)
- Maurice Agulhon, « À propos de la Révolution française : Réflexions sur l'événement exemplaire », Mélanges de l'École française de Rome, vol. 104, no 1,‎ 1992, p. 183-190 (DOI 10.3406/mefr.1992.4207)
- Maurice Agulhon, « Marianne, réflexions sur une histoire », Annales historiques de la Révolution française, vol. 289, no 1,‎ 1992, p. 313-322 (DOI 10.3406/ahrf.1992.1894)
- Maurice Agulhon, « L'épigraphie au village : Les colonnes civiques de Villaines-en-Duesmois (Côte d'Or), 1830, 1848, 1870 », Annales historiques de la Révolution française, vol. 222, no 1,‎ 1975, p. 556-566 (DOI 10.3406/ahrf.1975.994)
- Maurice Agulhon, « 1830 dans l'histoire du XIXe siècle français », Romantisme, nos 28-29,‎ 1980, p. 15-27 (DOI 10.3406/roman.1980.5340)
- Maurice Agulhon, « Le sang des bêtes : Le problème de la protection des animaux en France au XIXe siècle », Romantisme, vol. 11, no 31,‎ 1981, p. 81-110 (DOI 10.3406/roman.1981.4475)
- Maurice Agulhon, « La révolution française au banc des accusés », Vingtième Siècle. Revue d'histoire, vol. 5, no 1,‎ 1985, p. 7-18 (DOI 10.3406/xxs.1985.1112)
- « Faut-il réviser l'histoire de l'antifascisme ? », Le Monde diplomatique, juin 1994, pp. 16–17. lire en ligne sur monde-diplomatique.fr
- Maurice Agulhon, Bertrand Badie, Alain Bergounioux, Alain Besancon, Odile Rudelle, Jean Stengers, Benjamin Stora, Paul Thibaud et Alain Touraine, « Le populisme ? », Vingtième Siècle. Revue d'histoire, vol. 56, no 1,‎ 1997, p. 224-242 (DOI 10.3406/xxs.1997.4504)
- Maurice Agulhon, « De Gaulle et l'histoire de France », Vingtième Siècle. Revue d'histoire, vol. 53, no 1,‎ 1997, p. 3-12 (DOI 10.3406/xxs.1997.3591)
- Agulhon Maurice, « Nouveaux propos sur les statues de “grands hommes” au XIXe siècle », Romantisme, vol. 28, no 100,‎ 1998, p. 11-16 (DOI 10.3406/roman.1998.3286)

## Distinctions

### Décorations
- Officier de la Légion d'honneur (1998)
  - Chevalier en 1989
- Officier de l'ordre des Palmes académiques (1994)
  - Chevalier en 1970
- Officier de l'ordre des Arts et des Lettres (1994)[16]

### Activités
- 1993 : Membre de l'Academia Europaea
- 1999 : Membre du Haut Comité des célébrations nationales
- Membre non résidant de l'Académie de Nîmes[17]